# Von Ahnska magasinet
Von Ahnska magasinet egy kikötői raktár a svédországi Umeå főutcáján (Storgatan), az Ume-folyó partján. Eredetileg fa istállónak építtette Ludwig August von Hedenberg alezredes 1887-ben. Az épület a gyakorlatias funkciója miatt gyökeresen eltér Carl Fridolf Engelbert Sandgren építész egyéb munkáitól, amelyeket bonyolult homlokzat és reneszánsz stílus jellemez.
Az épület nem pusztult el az 1888-as nagy tűzvészben, ami a város jelentős részét sújtotta. Még abban az évben Johan Viktor von Ahn kereskedő megvásárolta az épületet és kibővítette a folyó felé.
Jelenleg (2014) a raktárépület tulajdonosa az Umeå Energi vállalat, melynek központja a Von Ahnska magasinet és a Gamla bankhuset között található. 1980 óta az épület műemlék.

## Fordítás
- Ez a szócikk részben vagy egészben  a   Von Ahnska magasinet című angol Wikipédia-szócikk ezen változatának fordításán alapul.  Az eredeti cikk szerkesztőit annak laptörténete sorolja fel. Ez a jelzés csupán a megfogalmazás eredetét és a szerzői jogokat jelzi, nem szolgál a cikkben szereplő információk forrásmegjelöléseként.